# Dongsan-myeon
Dongsan-myeon (koreanska: 동산면) är en socken i kommunen Chuncheon i provinsen Gangwon i den norra delen av Sydkorea, 75 km nordost om huvudstaden Seoul. 